# Второй бой у Покоталиго
Второй бой у Покоталиго (англ. Second Battle of Pocotaligo), оно же Сражение при Покоталинго-Бридж или Сражение при Йемаси  — одно из сражений американской Гражданской войны, которое произошло 22 октября 1862 года около города Йемаси. В ходе этого сражения федеральная армия пыталась повредить железную дорогу Чарлстон-Саванна и таким образом отрезать от снабжения город Чарлстон.

## Предыстория
16 сентября 1862 года новым командующим Южным отделом войск Союза был назначен генерал-майор Ормсби Макнайт Митчелл. Раззадоренный успешными операциями северян в Джексонвилле, штат Флорида, и Сент-Джонс-Блафф, штат Южная Каролина, он обратился к подчиненным с эмоциональной речью, в которой заявил, что они слишком долго пребывали в бездействии, что захват Порт-Ройяла должен был стать лишь началом масштабных операций на побережье, и что нужно готовиться к атаке на укрепления противника. Разослав разведчиков на разные участки Саваннской железной дороги, Митчелл выбрал объектом атаки мост у г. Покоталиго. Перед экспедицией было поставлено четыре задачи:
- тщательно разведать реку Броуд-ривер и её притоки Кусохатчи, Тулифини и Покоталиго;
- проверить на практике скорость и безопасность высадки десантного отряда;
- выявить силы противника, охраняющие Чарльстон и Саваннскую железную дорогу;
- нанести железной дороге как можно больше повреждений за один день.

14 октября генерал Борегар, сменивший генерала Пембертона на посту командующего Отделом Южной Каролины, Джорджии и Восточной Флориды, получил разведданные о готовящемся ударе северян. Он немедленно приказал генералу Хэгуду быть готовым в любой момент отправить 1000 солдат навстречу противнику из г. Адамс-Ран. Генерал Мерсер в Саванне должен был держать наготове 2000 человек, а сам Борегар держал наготове отряд в 2000 человек в Чарльстоне. Борегар разработал несколько планов отражения атаки северян, но ни один из этих планов не предусматривал боевых действий там, где они произошли на самом деле.

## Боевые действия

### Действия сторон перед боем
Для экспедиции был сформирован отряд северян в количестве 4480 человек под командованием бригадного генерала Джона Брэннана. Это были 1-я и 2-я бригады X армейского корпуса. Командир 2-й бригады бригадный генерал Альфред Терри, как младший по чину, находился в подчинении командира 1-й бригады Брэннана. Первоначально Митчелл намеревался лично командовать экспедицией, но заболел жёлтой лихорадкой и был вынужден передать командование Брэннану, который узнал о назначении лишь за 2 часа до начала операции.
Отряд погрузился на транспортные суда. Это были Канонерка The Paul Jones (без груза) под флагом капитана Стидмэна, Ben De Ford с плоскодонной баржей на буксире, Conemaugh, Wissahickon, Boston с плоскодонной баржей на буксире, Partoon, Darlington, паровой буксир Relief со шхуной на буксире, Marblehead, Vixen, Flora, Water Witch, George Washington и Planter. 21 октября 1862 года корабли отплыли с острова Хилтон-Хед, штат Южная Каролина. Брэннану было приказано разрушить железнодорожное полотно и железнодорожные мосты между Чарльстоном и Саванной.
Отряд покинул остров Хилтон-Хед в 23:00—24:00 и отправился вверх по течению реки Покоталиго, имея пунктом назначения мыс Маккай-Пойнт на южной оконечности перешейка Маккай, образованного реками Покоталиго и Туллифинни. От места высадки до города Покоталиго было 11—13 километров. Брэннан заранее выслал в зону высадки передовой отряд из состава 7-го Коннектикутского полка, чтобы снять сторожевые посты конфедератов (задача была выполнена частично). В густом тумане связь между судами была затруднена, однако северяне заручились помощью беглых рабов, которые прежде возили по реке контрабандные грузы для своих хозяев. В 4:30 Брэннан на борту судна Ben De Ford, сопровождаемого канонеркой John Paul Jones, достиг мыса Маккай-Пойнт, остальные суда отряда задержались на 3 часа, поскольку канонерская лодка Marblehead налетела на мель. С 8:00 до 10:00 большая часть экспедиции выгрузилась на мысе, а отряд в составе 48-го Нью-Йоркского пехотного полка, части 3-го Род-Айлендского артиллерийского полка (50 чел.) и части 1-го Нью-Йоркского инженерного полка (2 офицера и 45 нижних чинов, командир капитан Сэмюэл Итон) двинулся дальше вверх по реке Кусохатчи, чтобы произвести отвлекающий манёвр и по возможности разрушить железнодорожные пути.
В 8:30-9:00 в штаб полковника Уильяма Уокера в городе Макферсонвилль пришло сообщение о высадке федерального отряда на мысе Маккай-Пойнт. Одновременно он получил сообщение о том, что четыре судна северян поднимаются по реке Кусохатчи к одноимённой деревне. Уокер выдвинул большинство имевшихся в его распоряжении сил в окрестности Старого Покоталиго, а артиллерийскую роту «Лафайетт» (командир лейтенант Ле-Блё) и взвод Бьюфортской батареи (командир лейтенант Генри Стюарт) отправил к деревне Кусохатчи с приказом защищать этот населённый пункт и железнодорожную эстакаду. Также Уокер телеграфировал генералам Борегару, Мерсеру и Хэгуду с требованием подкреплений. Хэгуд немедленно погрузил на поезд 7-й Южнокаролинский батальон и приказал нескольким ротам 26-го Южнокаролинского полка пешим порядком выдвинуться из Чёрч-Флэтс на станцию Рантоулс, чтобы также погрузиться на поезд. Борегар послал Уокеру распоряжение «держать позиции и драться за каждый мост».
Уокер отправил роту капитана Уаймэна из 11-го Южнокаролинского полка, расквартированную рядом с Кусохатчи, на помощь артиллерийским подразделениям, выдвигавшимся в тот район. Роту I того же полка, под командованием полковника Аллена Изарда, он отправил из Макферсонвилля в Покоталиго. Ещё пять рот того же полка должны были отправиться на усиление роты Уаймэна из Хардивилля. Роты C, D и K, расквартированные ближе к депо, погрузились на первый же попутный поезд. Ротам E и G пришлось проделать 25-километровый переход из Блаффона, прежде чем они смогли приступить к погрузке.

### Бой у Покоталиго
Высадившись на берег у мыса Маккай-Пойнт, Брэннан отправил два транспорта, Flora и Darlington, на остров Порт-Ройал за кавалерией. Кавалерия закончила высадку лишь к 4 часам дня. Главные силы его отряда колонной направились в сторону Покоталиго. В голове колонны следовали полки 1-й бригады под общим командованием сначала полковника Чэтфилда, командира 6-го Коннектикутского полка, а после его ранения — полковника Гуда, командира 47-го Пенсильванского полка. Бригаде был придан взвод 1-го артиллерийского полка США под командованием первого лейтенанта Гая Генри. За ними шли полки 2-й бригады под общим командованием бригадного генерала Терри. Им был придан взвод 3-го артиллерийского полка под командованием первого лейтенанта Гиттингса. (Во второй половине дня Гиттингс был ранен, и командование его орудиями принял лейтенант Генри). Кроме того при бригаде имелись три корабельные гаубицы, снятых с одного из кораблей отряда Стидмэна. Гаубицами командовал лейтенант Ллойд Финикс и энсины Джеймс Уоллас, Ларю Адамс и Фредерик Пирсон. При бригаде имелись 45 человек из 3-го Род-Айлендского полка под командованием капитана Комстока.
Через 9 километров колонна вышла на открытую местность, достигнув плантации Кэстона, и оказалась под огнём полевой батареи конфедератов. В перестрелку с южанами вступил головной отряд под командованием полковника Гуда: две роты 6-го Коннектикутского, рота 47-го Пенсильванского и рота 55-го Пенсильванского полков. Сделав несколько залпов по северянам, конфедераты отошли на вторую позицию. Сапёры 1-го инженерного полка занялись восстановлением небольших мостов, разрушенных южанами, что несколько замедлило темп наступления.
Ещё через 2 километра колонна Брэннана достигла плантации Фрэмптона, где вновь оказалась под огнём полевой батареи южан. Позиции конфедератов находились на поросшей лесом возвышенности, к которой вела узкая тропа через глубокое болото с разрушенным мостом посередине. Пространство перед болотом заросло густым непроходимым кустарником, через который была проложена канава, и единственным проходом оставалась узкая дорога. Пехота северян дважды переходила в атаку, но под градом снарядов и пуль несла большие потери и была вынуждена отступать. Артиллерия северян вела интенсивный ответный огонь, но вскоре боеприпасы стали истощаться. Генерал Брэннан приказал полкам 1-й бригады выдвинуться через заросли кустарника к самому краю болота, а взвод 1-го артиллерийского полка под надёжным прикрытием направил к дальнему краю леса, оставив 2-ю бригаду в резерве. Заметив эти перемещения, конфедераты стремительно отступили. При этом южане оставили некоторое количество боеприпасов, подходивших к морским гаубицам отряда Брэннана. Северяне устремились в преследование, хотя разрушенный мост замедлил движение артиллерии. Опасаясь удара с левого фланга, генерал Брэннан отправил пехотный полк и одну морскую гаубицу перекрыть дорогу на Кусохатчи.
Преследуя отступающего противника, отряд Брэннана достиг места, где дороги от Маккай-Пойнт и от деревни Кусохатчи сливались в одну, которая пересекала болото и переходила в мост Покоталиго. Осадные и полевые орудия южан, расположенные на противоположном берегу протоки, открыли по северянам шквальный огонь. Стрелки северян, приблизившись к краю болота, открыли ответный ружейный огонь, нанеся некоторый урон прислуге орудий. Вскоре артиллерийские боеприпасы у отряда Брэннана полностью закончились. Транспорт, который должен был привезти их из Порт-Ройяла, не прибыл вовремя, поэтому пушки отправили обратно на мыс Маккай-Пойнт.
Мост Покоталиго был разрушен, и земляные укрепления южан отрезали все подходы к нему через болота. Приближалась ночь, к противнику подтягивались резервы, не хватало транспорта для раненых, поэтому генерал Брэннан решил отступить к мысу Маккай-Пойнт. Отступая, отряд нес на носилках раненых и время от времени разворачивался в оборонительные порядки, чтобы захоронить умерших. Утром 23 октября отряд достиг места высадки.

## Силы сторон
Союз
- 47-й Пенсильванский пехотный полк
- 55-й Пенсильванский пехотный полк
- 4-й Нью-Гемпширский пехотный полк
- 7-й Коннектикутский пехотный полк
- 3-й Нью-Гемпширский пехотный полк
- 6-й Коннектикутский пехотный полк
- часть 3-го Род-Айлендского добровольческого артиллерийского полка
- 76-й Пенсильванский пехотный полк
- часть 1-го Нью-Йоркского инженерного полка
- 48-й Нью-Йоркский пехотный полк
- взвод из 3-го артиллерийского полка США
- взвод из роты M 1-го артиллерийского полка США
- часть 1-го Массачусетского кавалерийского полка

Конфедерация
- Спешенная рота K 4-го Южнокаролинского добровольческого кавалерийского полка (Чарльстонские лёгкие драгуны)
- Спешенные Конные стрелки Рутледжа
- Бьюфортская лёгкая батарея (4 орудия)
- Лёгкая батарея Лэмпкина (4 орудия)
- Две роты кавалерии.
- Рота 11-го пехотного полка
- Рота из снайперского батальона Эбни